# 沂蒙黑猪
沂蒙黑猪是中国山东省的猪地方品种。
沂蒙黑猪原名莒南黑猪、 沂南二茬猪、 费县菊花顶等。1976年统一命名为沂蒙黑猪。
沂蒙黑猪属肉脂兼用型品种，全身为黑色，耳尖向前倾，乳头7~8对。
沂蒙黑猪中心产区在临沂市沂水县、沂南县和日照市莒县交界地区。
沂蒙黑猪先后被列入《中国猪品种志》《中国猪种》《山东省畜禽品种志》《中国家畜地方品种资源图谱》《山东省畜禽遗传资源保护名录》《国家畜禽遗传资源品种名录（2021年版）》。